# Alcide d’Orbigny
Alcide d’Orbigny (ur. 6 września 1802 w Couëron, zm. 30 czerwca 1857 w Pierrefitte-sur-Seine) – francuski geolog, paleontolog i zoolog.

## Życiorys
Zatrudniony w Muzeum Historii Naturalnej w Paryżu odbył w latach 1826–1833 wyprawę naukową do Ameryki Południowej, przywożąc kolekcję ponad 10 tys. okazów, głównie fauny. Jednocześnie zbierał i badał skamieniałości jurajskie i kredowe Francji, zwłaszcza Basenu Paryskiego i od 1840 zaczął publikację ośmiotomowej serii La Paléontologie Française. W 1849 opublikował monumentalną pracę Prodrome de Paléontologie Stratigraphique, zawierającą opis blisko 18 tys. gatunków wymarłych zwierząt, przyporządkowując je do 27 pięter. Wiele uwagi i prac poświęcił skamieniałym otwornicom. Od 1853 był profesorem paleontologii w Muzeum Historii Naturalnej w Paryżu. Oprócz prac paleontologicznych zajmował się także stratygrafią, m.in. ustanawiając następujące piętra: toark, kelowej, oksford, kimeryd, apt, alb, cenoman.
W swoich poglądach był wielkim zwolennikiem Cuviera i jego teorii katastrofizmu, którą znacznie rozbudował oraz przeciwnikiem lamarkizmu.

## Publikacje
- La Relation du Voyage dans l'Amérique Méridionale
- La Paléontologie Française
- Prodrome de Paléontologie Stratigraphique

## Gatunki i rodzaje nazwane jego nazwiskiem
- Nerocila orbignyi (Guérin, 1832)
- Alcidia Bourguignat, 1889
- Ampullaria dorbignyana Philippi, 1851
- Pinna dorbignyi Hanley, 1858
- Haminoea orbignyana A. de Férussac, 1822
- Sepia orbignyana Férussac, 1826
- strojnogłowik oliwkowogrzbiety Arremon dorbigni Sclater, 1860